# Astragalus arpilobus
Astragalus arpilobus es una especie de planta del género Astragalus, de la familia de las leguminosas, orden Fabales.
Fue descrita científicamente por Kar. & Kir.